# Spialia delagoae
The Delagoa Sandman or Delagoa Grizzled Skipper (Spialia delagoae) là một loài bướm ngày thuộc họ Hesperiidae. Nó được tìm thấy ở South West Africa, Botswana, Transvaal, Swaziland, Zululand, Zimbabwe, Mozambique và Kenya.
Sải cánh dài 21–24 mm đối với con đực và 24–28 mm đối với con cái. Có hai lứa trưởng thành một năm with peaks from tháng 2 đến tháng 3 và từ tháng 8 đến tháng 9.